# Media Forest
Media Forest je společnost, která byla založena roku 2005 v izraelském městě Netanja. Sleduje obsah vysílaný v médiích (písně, reklamy, videoklipy atd.) nezávisle na vysílacím kanále. Poskytuje okamžité a přesné informace týkající se hudebních žebříčků a zpráv 24 hodin denně, 7 dní v týdnu.
Za svou historii společnost Media Forest založila své regionální franšízy ve Francii, Argentině, Moldavsku, Belgii, Bulharsku, Rumunsku, Řecku a Švýcarsku.